# Moreiria maura
Moreiria maura là một loài ruồi trong họ Tachinidae.